# Tężnica wytworna
Tężnica wytworna, tężnica okazała (Ischnura elegans) – gatunek owada z rzędu ważek, podrzędu ważek równoskrzydłych i rodziny łątkowatych (Coenagrionidae). Jest jedną z najbardziej rozprzestrzenionych i pospolitych ważek równoskrzydłych; występuje od Europy Zachodniej po Japonię.

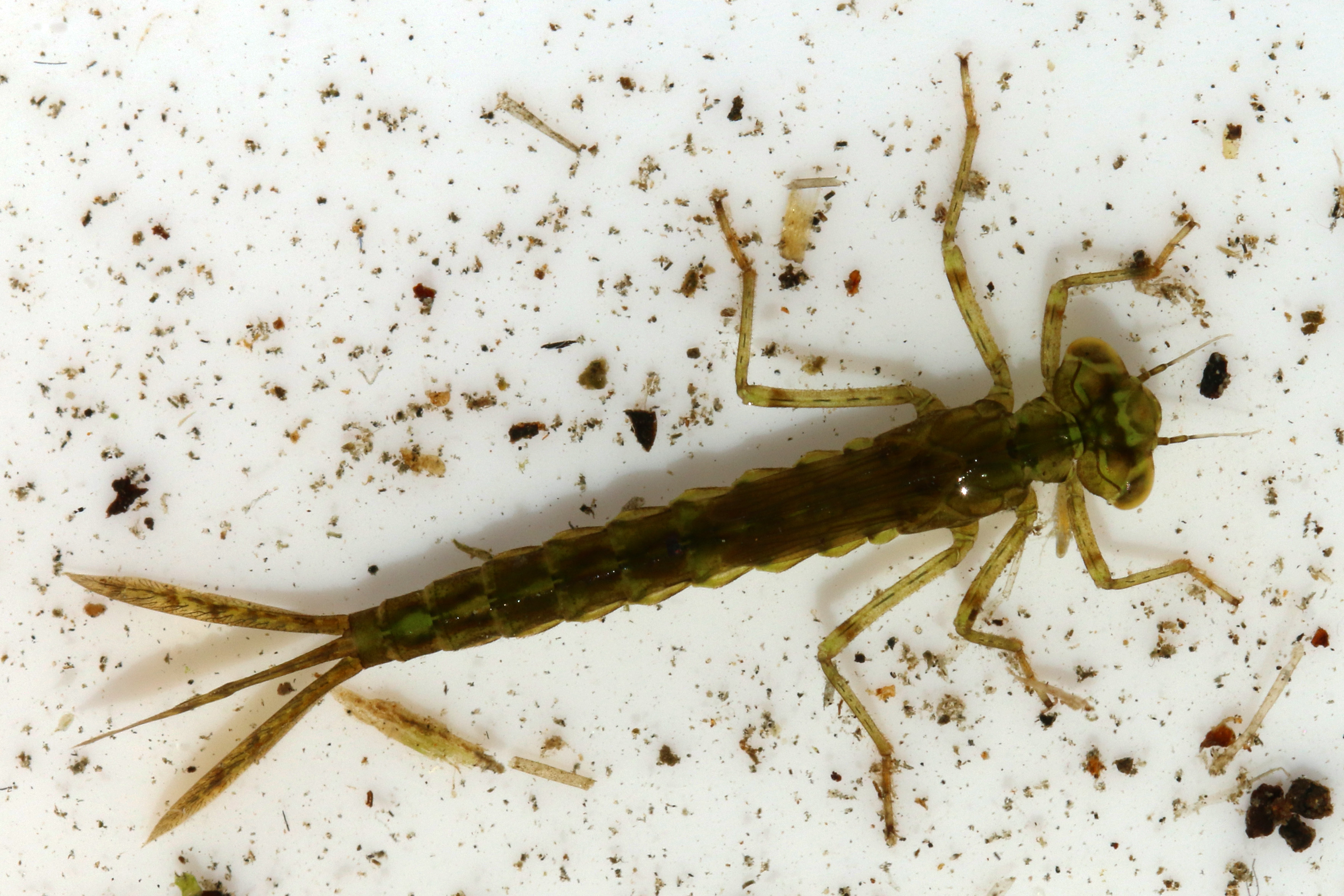
Larwa

W Polsce pospolita w całym kraju, w Tatrach stwierdzona do 1226 m n.p.m. Występuje nad brzegami wód wolno płynących i stojących, a nawet nad słonawymi wodami Zalewu Szczecińskiego i Wiślanego. Zimują larwy, osobniki dojrzałe występują od początku maja do września.
Imago osiąga długość ciała 34 mm, rozpiętość skrzydeł 42 mm. Larwa ma długość ciała 13–15 mm. Dorosłe samice występują w trzech polimorficznych formach barwnych:
- forma typowa (typica lub androchrome) – ubarwienie podobne do samców, głównie niebieskie
- forma zielona (infuscans)
- forma różowo-zielona (infuscans-obsoleta)